# Импликация
Импликация (също „кондиционал“ или „субюнкция“) или по-точно материална импликация се нарича в логиката както едно сложно изречение, възникнало от свързването на две изречения чрез съюзната връзка „ако – то“ (при което въведеното с „ако“ условно подизречение се нарича „антецедент“, а следващото частицата „то“ подизречение – „консеквент“), така и самата съюзна връзка „ако – то“, разбирана в смисъла на логическа частица или логически оператор, който създава следната истинностно-функционална зависимост: едно импликативно изречение е неистинно (има стойност по истинност Н), когато антецедентът е истинен, а консеквентът – неистинен, и истинно (има стойност по истинност И) във всички останали случаи. За да се различават ипликацията в смисъла на специфичен вид сложно изречение и импликацията в смисъла на логически оператор, някои автори, които използват думата „субюнкция“, запазват тази дума само за сложното изречение и наричат оператора „субюнктор“.
Символният израз на субюнктора е знакът {\displaystyle \rightarrow }. В по-старите книги по логика се използва и Пеано-Ръселовият символ {\displaystyle \supset }.

## Обяснение
Условията за истинност на една импликация {\displaystyle p\rightarrow q} между изреченията {\displaystyle p} и {\displaystyle q} могат да се посочат чрез следната таблица:
| аргументи         | аргументи         | функция                        |
| {\displaystyle p} | {\displaystyle q} | {\displaystyle p\rightarrow q} |
| ----------------- | ----------------- | ------------------------------ |
| И                 | И                 | И                              |
| И                 | Н                 | Н                              |
| Н                 | И                 | И                              |
| Н                 | Н                 | И                              |

Където колонките под {\displaystyle p} и {\displaystyle q} показват във всеки ред съответното разпределение на техните стойности по истинност, а колонката под {\displaystyle p\rightarrow q} показва във всеки ред каква е стойността по истинност на {\displaystyle p\rightarrow q} за съответното разпределение на стойностите по истинност на {\displaystyle p} и {\displaystyle q}. За една двуместна функция от стойности по истинност, каквато е импликацията, са възможни четири комбинации на стойностите по истинност на аргументите {\displaystyle p} и {\displaystyle q} (два аргумента {\displaystyle p} и {\displaystyle q} по две стойности И и Н дават четири комбинации: 22 = 4). Затова и {\displaystyle p\rightarrow q} получава стойност по истинност в четири случая.
Пример за импликативно изречение е: „Ако Слънцето не е изгряло, то небето е облачно“ (изразено със субюнктора: „Слънцето не е изгряло {\displaystyle \rightarrow } небето е облачно“) с подизречения „Слънцето не е изгряло“ (антецедент) и „небето е облачно“ (консеквент).
Заключенията, които се получават въз основа на значението на сентенциалната връзка „(материална) импликация“, се изследват в пропозиционалната логика. {\displaystyle \rightarrow } е логическа константа в езика на пропозиционалната логика. Други основополагащи константи на пропозиционалната логика са конюнкциятата {\displaystyle \land } и дизюнкцията {\displaystyle \lor }.
Смисълът на импликацията може да се предаде по следния начин. Който твърди {\displaystyle p\rightarrow q}, се ангажира с истинността на {\displaystyle q} при условие, че {\displaystyle p} е истинно. Той прави едно условно твърдение: {\displaystyle q} при условие, че {\displaystyle p}. Той твърди, че описаното от {\displaystyle q} положение на нещата ще бъде факт, ако е изпълнено условието, формулирано от {\displaystyle p}. Ето защо, ако това условие не е изпълнено, импликативното твърдение {\displaystyle p\rightarrow q} ще оставя открит въпроса как стоят нещата с {\displaystyle q}, т.е. ако антецедентът {\displaystyle p} е неистинен, за истинността на цялата импликация няма да има значение каква би била стойността по истинност на консеквента {\displaystyle q}, а това означава: тя няма да бъде неистинна. Ние можем да кажем това така:
(А) импликацията {\displaystyle p\rightarrow q} ще бъде истинна, стига антецедентът да бъде неистинен.
От друга страна, тъй като описаното от антецедента {\displaystyle p} положение на нещата се полага чрез импликацията {\displaystyle p\rightarrow q} само като достатъчно, но не и като необходимо условие за наличността на описаното от консеквента {\displaystyle q} положение на нещата, т.е. който твърди {\displaystyle p\rightarrow q}, не представя {\displaystyle p} като единственото възможно условие за {\displaystyle q} (за да постигне това, той трябва да употреби не думите „ако {\displaystyle p}“, а „само ако {\displaystyle p}“ (вж. по-долу за достатъчното и необходимото условие), и съотв. {\displaystyle p\rightarrow q} оставя открит въпроса дали би могло да има и други причини за съществуването на описаното от {\displaystyle q} положение на нещата, то ако подизречението {\displaystyle q} е истинно, няма да има значение как стоят нещата с истинността на подизречението {\displaystyle p} (в този случай, ако {\displaystyle p} е истинно, това ще потвърждава твърдението, че {\displaystyle p} не и без {\displaystyle q}; ако {\displaystyle p} е неистинно, тази ситуация няма да е несъвместима с претенцията за истинност на цялото {\displaystyle p\rightarrow q}, че истинността на {\displaystyle p} e достатъчо условие за истинността на {\displaystyle q}). Ние можем да кажем това така:
(В) импликацията {\displaystyle p\rightarrow q} ще бъде истинна, стига консеквентът да бъде истинен.
(А) и (В) показват, както се вижда и от таблицата за истинност на {\displaystyle \rightarrow }, че една импликация е неистинна в един-единствен случай (от четирите възможни случаи на комбинации на стойностите по истинност на нейните подизречения), а именно когато консеквентът е истинен (условието е изпълнено), а антецедентът – неистинен (това, което твърдим по условен начин, не е факт). Ние можем да предадем този смисъл и като кажем така: импликативното твърдение {\displaystyle p\rightarrow q} изключва случая, в който антецедентът {\displaystyle p} е истинен, а консеквентът {\displaystyle q} – неистинен. Със символи бихме могли да изразим това като еквивалентност на импликацията и следното изречение, образувано с помощта на конюнкция и отрицание:
{\displaystyle p\rightarrow q} {\displaystyle \Leftrightarrow } {\displaystyle \neg (p\land \neg q)}
Смисълът на {\displaystyle p\rightarrow q} може да бъде предаден и чрез отрицание и дизюнкция. Напр. твърдението „Ако Слънцето е изгряло, то небето е облачно“ има същия смисъл като твърдението „Слънцето не е изгряло или небето е облачно“. Символно можем да изразим това по следния начин:
{\displaystyle p\rightarrow q} {\displaystyle \Leftrightarrow } {\displaystyle \neg p\lor q}.
Първият логик, който обяснява смисъла (условията за истинност) на изречения с формата „ако – то“ по този начин, е бил вероятно античният философ Филон от Мегара (IV – III век пр. Хр.). Същата идея лежи и в истинностно-функционалното дефиниране на кондиционала при Фреге, което е част от неговата интерпретация на пропозиционалната логика като теория за истинностните функции (за онези функции, които дават за стойности по истинност като аргументи, стойности по истинност като стойности за тези аргументи) – теория, която представя най-простата и основополагаща дисциплина на модерната логика. В този смисъл не само импликацията може да се дефинира чрез отрицание и конюнкция или дизюнкция, но и смисълът на {\displaystyle \land } и {\displaystyle \lor } може да се предаде чрез {\displaystyle \rightarrow } и {\displaystyle \neg }:
{\displaystyle p\land q} {\displaystyle \Leftrightarrow } {\displaystyle \neg (p\rightarrow \neg q)}
и
{\displaystyle p\lor q} {\displaystyle \Leftrightarrow } {\displaystyle \neg p\rightarrow q}.
Интерпретацията на „ако – то“ в смисъла на {\displaystyle \rightarrow } съответства само на част от смислите, за чийто израз ние можем да употребяваме думите „ако – то“ в естествения език. Логиката държи сметка за тези други смисли, като различава кондиционала (материалната импликация) от логическото следване (логическата импликация) и формалната импликация (подчинението на понятия), за които въвежда други изразни средства.

## Недоразумения относно кондиционала
Всичко казано дотук показва, че примери за истинни – от 'логическа гледна точка' – импликации от типа на:
(α) Ако Земята е футболна топка, то София е на Луната,
които имат неистинни антецеденти, не държат сметка за смисъла на импликацията в ролята ѝ на кондиционално твърдение. Който твърди (α) в смисъла на {\displaystyle \rightarrow }, казва: аз се ангажирам с (това да дам основания за) истинността на консеквента на (α), ако условието, което бива формулирано от антецедента на (α), е изпълнено. Следователно, за да оспори (α), един опонент трябва да докаже първо, че антецедентът на (α) е истинен. Едва тогава твърдящият (α) ще е длъжен да докаже консеквента на (α). Ако не е в състояние да направи това, той ще е казал с (α) една неистина. Има ли следи от подобна езикова игра при твърденето на (α)? Кой би твърдял (α)? Някой, който смята, че истината на антецедента на (α) е достатъчно условие за истината на консеквента на (α). Такъв ли е случаят? Можем ли да допуснем, че някой би искал да твърди сериозно, че София е на Луната, ако е изпълнено условието, че Земята е футболна топка? Колкото и да е абсурдно това, нека го приемем. Ако сега опонентът не може да докаже, че Земята е футболна топка, диалогът ще прекъсне, защото тук ще става дума за едно неизпълнено условие и от този момент нататък повече няма да има значение как стоят нещата с описаното от консеквента положение на нещата. Хора, които не разбират от логика, отиват обаче една крачка по-нататък и казват: това, че логиците твърдят, че импликацията (α) изразява една истина, означава, че според формалната логика конкеквентът на (α) 'следва' от антецедента на (α) и по-общо, че от една неистина 'следва всичко', както в случая напр. това, че София е на Луната. Който казва нещо подобно, не прави разлика между импликацията в смисъла на едно кондиционално твърдение и импликацията в смисъла на логическо следване. Истинността на (α) не трябва да се обърква с валидността на един 'преход' от антецедента на (α) към консеквента на (α), т.е. с едно заключение. Дори формалният логик, който смята (α) за истинно, не смята, че оттук следва, че София е на Луната. Според него - ако той употребява (α), така да се каже, реторически - (α) е истинно тъкмо защото това, че София е на Луната, не е факт (а ако не употребява (α) реторически, той би казал, че истинността на (α) се получава единствено от неизпълнеността на формулираното от антецедента условие, така че ние не можем да кажем нищо по отношение на истинността или неистинността на консеквента). (α) е едно кондиционално твърдение. В този случай ние знаем: ако опонентът не може да докаже неговия антецедент (ако антецедентът е неистинен), то по-нататък изобщо няма да има смисъл да се води дебат относно това дали консеквентът е истинен или не. Но именно това подсказва, че (α) не е адекватен пример за кондиционал. Нека, за да видим това, разгледаме и:
(β) Ако Земята е кръгла, то София е столица на България.
Има ли смисъл да се твърди това? След като опонентът докаже, че е истинно, че Земята е кръгла, този, който твърди (β), ще трябва да докаже, че е истина, че София е столица на България. Има ли обаче смисъл да се прави това? Тъй като положенията на нещата, които биват описвани от двете подизречения в (β), са напълно независими едно от друго, не е ясно какъв е смисълът първото да се представя като условие за наличността на второто. В този случай вместо да се използва кондиционалът {\displaystyle \rightarrow }, много по-адекватно би било да се употреби конюнкторът и да се каже:
(γ) Земята е кръгла и София е столица на България.
(γ) също е едно истинно комплексно изречение. Фактите в света правят истинни както (β), така и (γ). Това обаче не означава, че техният смисъл е еднакъв. От това, че определени факти правят една импликация, напр. (β), истинна, не следва, че тя е подходящият израз, за да се опише дадена ситуация. Знакът {\displaystyle \rightarrow } (и съотв. изразното средство „ако – то“) е един инструмент, с чиято помощ може да се направи едно кондиционално твърдение. По същия начин дизюнкторът {\displaystyle \lor } (и съотв. изразното средство „или“) е един инструмент, с чиято помощ може да се утвърди една алтернатива (в смисъла на „поне едно от... е факт“). Следва ли оттук, че има смисъл да използваме {\displaystyle \rightarrow } за свързването на произволни изречения само затова, защото получаващите се от това свързване комплексни изречения са истинни?
(δ) Земята е кръгла или София е столица на България.
Също е едно истинно изречение, но има ли смисъл да го твърдим? Отговорът е: има смисъл да използваме {\displaystyle \rightarrow }, когато искаме да утвърдим нещо при дадено условие; има смисъл да използваме {\displaystyle \lor }, когато искаме да изразим една алтернатива; има смисъл да използваме {\displaystyle \land }, когато искаме да утвърдим всички от даден клас изречения. Този смисъл, както показват (β), (γ) и (δ), не се свежда до това дали дадено импликативно, конюнктивно или дизюнктивно изречение е истинно в реалния свят, а зависи от целия спектър на неговите условия за истинност (който се описва от възможностите в таблиците за истинност). От това, че (β) е истинно, не следва, че кръглостта на Земята е достатъчно условие за това, че София е столица на България. След като това не е така, значи, че (β) не е смислен кондиционал.
Много често кондиционалните твърдения {\displaystyle p\rightarrow q} имат следния епистемичен смисъл. Този, който твърди {\displaystyle p\rightarrow q}, казва: аз не знам дали {\displaystyle q}, но съм сигурен, че ако {\displaystyle p}, то {\displaystyle q}. Напр. който твърди „Ако Слънцето е изгряло, то небето е облачно“, казва: аз не съм сигурен дали небето е облачно, но съм сигурен, че ако Слънцето е изгряло, то то е облачно. Или който твърди „Ако Петър е болен от малария, той трябва да приема хинин“, казва: аз не знам дали Петър трябва да приема хинин, но знам, че ако той е болен от малария, той трябва да приема хинин. Който знае, че (е истина, че) небето е облачно, няма смисъл да казва: „Ако Слънцето е изгряло, то небето е облачно“, защото може да каже направо: „Небето е облачно“. По същия начин, който знае, че (е истина, че) Петър трябва да приема хинин, няма да каже: „Ако Петър е болен от малария, то той трябва да приема хинин“, а ще каже директно: „Петър трябва да приема хинин“. При кондиционалните твърдения {\displaystyle p\rightarrow q} има известна епистемична несигурност. Който знае, че (е истинно, че) {\displaystyle q}, няма да употреби {\displaystyle p\rightarrow q}, а ще каже направо {\displaystyle q}. Който знае, че както (е истинно, че) {\displaystyle p}, така и (е истинно, че {\displaystyle q}), няма да употреби {\displaystyle p\rightarrow q} (нито ще употреби {\displaystyle p\lor q}), а ще каже по-скоро: {\displaystyle p\land q}. От тази епистемична перспектива се вижда още веднъж, че твърденето на (β), макар и да не противоречи на фактите в света, е напълно безсмислено.

## Формална импликация
За да разберем какво в логиката се разбира под „формална импликация“, нека започнем с разглеждането на следното изречение:
(1) Всички мравки са отровни.
Чрез (1) се изразява 'подчинението' ('субординацията') на понятието за мравка под понятието за нещо отровно. В традиционната логика се приема, че в (1) изразът „всички мравки“ е субект, думата „отровни“ е предикат, а частицата „са“ е копула (връзка между субекта и предиката). Фреге настоява обаче, че тук „всички мравки“ е субект само в граматически, но не и в логически смисъл (т.е. не е израз, който служи за назоваването на един предмет като предмета, за който искаме да изкажем предиката). При подчинението на понятия ние не приписваме подчиняващото понятие като свойство на подчиненото понятие: с (1) ние не казваме, че понятието за мравка е отровно. Не понятието, а предметите, които попадат под него, са отровни. Това може да се изрази и така:
(1*) Всяко нещо, което е мравка, е отровно,
където думата „мравка“ повече не създава впечатление, че играе ролята на (част от) логическия субект. На свой ред думите „всяко нещо“ служат за образуването на едно универсално изказване. Подчиненото определително изречение „което е мравка“, което ги пояснява, ограничава валидността на универсалното изказване до областта на мравките. То въвежда едно условие: „За всяко нещо важи, че ако е мравка, то ще бъде...“. Следователно (1) и (1*) изразяват същата мисъл като (имат същия смисъл като):
(1**) Ако нещо е мравка, то то е отровно.
В (1**) вече имаме изречение с формата „ако – то“, каквото ни интересува тук. Фреге предлага вербалните фрази „... е мравка“ и „... е отровно“ да се интерпретират като изрази за функции, които за предмети като аргументи дават стойности по истинност като стойности за тези аргументи. Напр. ако допълним вербалната фраза (отвореното изречение) „... е мравка“ последователно с имената „Зет“ и „Кант“, ние ще получим за „Зет“ едно истинно изречение („Зет е мравка“), а за „Кант“ – едно неистинно („Кант е мравка“). В този смисъл ние можем да разглеждаме тези две изречения, които са изрази на една истина И и една неистина Н, като стойности на „... е мравка“ за „Зет“ и „Кант“. Ако сега запишем „... е мравка“ – както е обичайно в предикатната логика – с функционалния израз {\displaystyle F(x)} (където буквата {\displaystyle x} просто държи отворено едно място в смисъла на {\displaystyle F(\ldots )}), а „Зет“ и „Кант“ с малките латински букви {\displaystyle a} и {\displaystyle b} (така както в предикатната логика се символизират сингуларни термини), то от отвореното изречение {\displaystyle F(x)} чрез последователно заместване на (променливата) {\displaystyle x} с (константните изрази) {\displaystyle a} и {\displaystyle b} можем да получим следните изречения {\displaystyle F(a)} и {\displaystyle F(b)}. Сега, ако символизираме „... е мравка“ и „... е отровно“ от (1**) с {\displaystyle F(x)} и {\displaystyle G(x)}, и използваме кондиционала {\displaystyle \rightarrow }, който ни е познат вече от пропозиционалната логика (вж. по-горе за материалната импликация), ще получим израза {\displaystyle F(x)}{\displaystyle \rightarrow }{\displaystyle G(x)}. Този израз обаче е все още отворено изречение. Ние можем да образуваме от него едно изречение, ако напр. заместим {\displaystyle x} с някакъв сингуларен термин, да кажем, с {\displaystyle a}: {\displaystyle F(a)}{\displaystyle \rightarrow }{\displaystyle G(a)} („Ако Зет е мравка, то Зет е отровен“). Но ние можем да генерализираме и да кажем, че при всяко заместване на {\displaystyle x} в {\displaystyle F(x)}{\displaystyle \rightarrow }{\displaystyle G(x)} със сингуларни термини ще получаваме истинно изречение: „Което и нещо да вземем: ако то е мравка, то то ще е отровно“. Това може да се каже и така: „Всяко нещо: ако то е мравка, то то ще бъде отровно“. Фреге предлага да интерпретираме думите „всяко нещо“ като израз за една специална функция (от втора степен), чиито стойности са стойности по истинност и чиито аргументи са такива функции (от първа степен), чиито стойности са също стойности по истинност и чиито аргументи са произволни предмети. Символът, който се използва в съвременната логика като израз за тази функция, е операторът {\displaystyle \forall x} (знакът {\displaystyle \forall x} може да се прочете напр. като „за всяко нещо важи, че...“ или „всяко нещо...“). {\displaystyle \forall x} се нарича универсален квантор и е логическа частица (константа) на предикатната логика. С {\displaystyle \forall x} можем да символизираме (1), (1*) и (1**) по следния начин:
{\displaystyle \forall x[F(x)\rightarrow G(x)]}
Където квадратните скоби показват върху каква част от формулата се разпростира универсалният квантор (това е особено важно при т.нар. множествена квантификация, т.е. при преплитането на повече квантори в едно изречение). Ръсел нарича изречения от типа на {\displaystyle \forall x[F(x)\rightarrow G(x)]} формални импликаци. При тях знакът {\displaystyle \rightarrow } не свързва изречения (носители на стойности по истинност), а изрази на понятия (понятия в смисъла на Фреге: функции, чиито стойности са стойности по истинност). В терминологията на Ръсел: докато материалната импликация изразява отношение между 'пропозиции' (съдържания на пълни изречения), то формалната импликация изразява отношение между 'пропозиционални функции' (съдържания на отворени изречения). За разлика от пропозиционално-логическата формула {\displaystyle p\rightarrow q}, която може да се интерпретира като израз на една функция от стойности по истинност, знакът {\displaystyle \rightarrow } в предикатно-логическата формула {\displaystyle \forall x[F(x)\rightarrow G(x)]} е част от комплексното отвореното изречение {\displaystyle F(x)}{\displaystyle \rightarrow } {\displaystyle G(x)}, където елементарните отворени изречения {\displaystyle F(x)} и {\displaystyle G(x)}, доколкото са 'непълни' изрази, не са нито истинни, нито неистинни. Затова и {\displaystyle F(x)}{\displaystyle \rightarrow }{\displaystyle G(x)} не е нито истинно, нито неистинно, а става такова едва след приложението на оператора {\displaystyle \forall x} върху него (както се казва: след 'свързването' на свободните променливи в {\displaystyle F(x)} {\displaystyle \rightarrow } {\displaystyle G(x)} чрез {\displaystyle \forall x}). С други думи {\displaystyle \forall x[F(x)\rightarrow G(x)]} не е пропозиционално-логическа формула, а е съвременният начин да се предава отношението на подчинение на понятия, което, както формулата показва, не е просто в смисъла на релация, изразявана чрез елементарно (предикативно) изречение, както е било смятано в традицията, а е сложно, защото изисква за израза си логическо съставяне чрез пропозиционално- и предикатно-логически изрази.
Когато говорим за формална импликация, трябва да имаме предвид и следната възможност за преход от {\displaystyle \forall x[F(x)\rightarrow G(x)]} към {\displaystyle F(a)} {\displaystyle \rightarrow } {\displaystyle G(a)}, който е частен случай на инференциалното правило на т.нар. универсална инстанциация: ако един предикат може да се изкаже истинно за всички предмети, то той ще може да се изкаже истинно и за даден определен предмет, със символи {\displaystyle \forall xF(x)} {\displaystyle \Rightarrow } {\displaystyle F(a)} (за символа {\displaystyle \Rightarrow } срв. по-долу рубриката за 'логическата импликация'). В нашия пример това би бил преходът от „Ако нещо е мравка, то то е отровно“ към „Ако Зет е мравка, то Зет е отровен“ или, ако вземем традиционния пример за подчинение на понятия „Всички хора са смъртни“, ние бихме могли да извършим прехода от
(2) Ако нещо е човек, то то е смъртно.
към
(3) Ако Наполеон е човек, то Наполеон е смъртен.
(2) има структурата на {\displaystyle \forall x[F(x)\rightarrow G(x)]}, а (3) – структурата на {\displaystyle F(a)}{\displaystyle \rightarrow } {\displaystyle G(a)} (с {\displaystyle a} за „Наполеон“, а {\displaystyle F(x)} и {\displaystyle G(x)} за „... е човек“ и „... е смъртен“). Тук е важно да се прави разликата, че докато {\displaystyle F(x)} и {\displaystyle G(x)} в (2), разгледани извън връзката им с квантора, са отворени изречения, то {\displaystyle F(a)} и {\displaystyle G(a)} в (3) са вече изречения, които са истинни или неистинни. Това означава, че {\displaystyle \rightarrow }, с която „ако – то“ от (2) следва да се интерпретира, е типичната формална импликация, чрез която се дава израз на подчинение на понятия, но {\displaystyle \rightarrow }, с която „ако – то“ от (3) следва да се интерпретира, свърза самостоятелни изречения. В този пункт „ако – то“ от (3) създава впечатление, че тук става въпрос за материална импликация от типа на {\displaystyle p\rightarrow q}. Това обаче е вярно само отчасти. Материалната импликация в {\displaystyle p\rightarrow q} не изисква никаква съдържателна връзка между изреченията {\displaystyle p} и {\displaystyle q}. Ако оставим настрана факта, че {\displaystyle F(a)}{\displaystyle \rightarrow }{\displaystyle G(a)} частен случай на подчинението на понятия {\displaystyle \forall x[F(x)\rightarrow G(x)]} (с което вече се изказа съдържателна връзка между генералните термини {\displaystyle F} и {\displaystyle G}), и разгледаме {\displaystyle F(a)}{\displaystyle \rightarrow } {\displaystyle G(a)} само по себе си, ще видим, че между {\displaystyle F(a)} и {\displaystyle G(a)} все още има съдържателна връзка, която се получава от факта, че и в двете от тях се появява един и същ сингуларен термин: {\displaystyle a}, т.е. в тях се говори за един и същ предмет (в нашия случай – за Наполеон). Следователно в съдържателно отношение {\displaystyle F(a)} {\displaystyle \rightarrow } {\displaystyle G(a)} е нещо повече от гола материална импликация. Въпреки това {\displaystyle F(a)} {\displaystyle \rightarrow } {\displaystyle G(a)} може да се третира и пропозиционално логически, както когато напр. от предпоставките {\displaystyle F(a)} {\displaystyle \rightarrow } {\displaystyle G(a)} и {\displaystyle F(a)} се заключи за {\displaystyle G(a)}: {\displaystyle F(a)} {\displaystyle \rightarrow } {\displaystyle G(a)}, {\displaystyle F(a)} {\displaystyle \Rightarrow } {\displaystyle G(a)} (това заключение е частен случай на 'модус поненс': {\displaystyle p\rightarrow q}, {\displaystyle p} {\displaystyle \Rightarrow } {\displaystyle q}, където обстоятелството, че в изреченията {\displaystyle F(a)} и {\displaystyle G(a)} се говори за един и същ предмет, не играе никаква роля за валидността на заключението).
Когато се казва, че за истинността на една материална импликация {\displaystyle p\rightarrow q} не е нужно да има никаква съдържателна връзка между нейните подизречения {\displaystyle p} и {\displaystyle q}, но като пример за материална импликация се дава изречението:
(4) Ако Петър е болен от малария, то той трябва да приема хинин,
За да се покаже, че с (4) ние не твърдим само по себе си това, че Петър трябва да пие хинин, а настояваме за него само при условие, че Петър е болен от малария, то тук се дава един пример, който всъщност е инстанция на една формална импликация. Това означава: тук има съдържателна връзка между двете подизречения.

## Логическа импликация
Когато правим заключение от някакво множество предпоставки {\displaystyle p_{1}}, ..., {\displaystyle p_{n}} за един извод {\displaystyle q}, ние казваме: предпоставките {\displaystyle p_{1}}, ..., {\displaystyle p_{n}} 'имплицират' извода {\displaystyle q}. Още Аристотел, когато обяснява какво разбира под 'силогизъм', изразява това по следния начин: един силогизъм (дедуктивен аргумент) е налице, когато ако дадени предпоставки са истинни, един извод се получава с необходимост. Това означава: ние имаме едно формално валидно заключение, когато е невъзможно неговите предпоставки да са истинни, а изводът – неистинен (когато с други думи истината на предпоставките е несъвместима с неистината на извода). Това отношение между предпоставки и извод се описва често със съюзната връзка „ако – то“:
(σ) ако {\displaystyle p_{1}}, ..., {\displaystyle p_{n}}, то (с необходимост) {\displaystyle q}.
(σ) може да се интерпретира като израз на едно правило за преход от предпоставките {\displaystyle p_{1}}, ..., {\displaystyle p_{n}} към извода {\displaystyle q}. Когато подобен преход е формално валиден, ние говорим за логическо следване или за логическа импликация.
Каква е връзката на логическата импликация с кондиционалното твърдение? Най-напред е налице следната разлика. Докато (σ) следва да се разбира метаезиково, т.е. с (σ) се споменават изречения и се казва: ние имаме право да направим преход от изреченията {\displaystyle p_{1}}, ..., {\displaystyle p_{n}} (и за тази цел дори можем да поставим изреченията {\displaystyle p_{1}}, ..., {\displaystyle p_{n}} в кавички) към изречението {\displaystyle q}, то кондиционалното твърдение {\displaystyle p\rightarrow q} е едно обектно езиково изречение, т.е. с него се говори не за езика (за изречения и т.н.), а за нещата в света; с {\displaystyle p\rightarrow q} се твърди: {\displaystyle q} при условие, че {\displaystyle p} (или: {\displaystyle p} не и без {\displaystyle q}). За метаезиковото „ако «...», то «...»“, което съдържа и един модален момент: „ако «...», то с необходимост «...»“, можем да въведем символа {\displaystyle \Rightarrow }. {\displaystyle p\Rightarrow q} казва: изречението {\displaystyle p} имплицира логически изречението {\displaystyle q}; или: {\displaystyle p} следва логически от {\displaystyle p}; или, формулирано като правило: от изречението {\displaystyle p} имаме право да направим преход към изречението {\displaystyle q}. Знакът {\displaystyle \Rightarrow } може да се чете като „следователно“. Връзката с {\displaystyle p\rightarrow q} е следната:
(D1) правилото {\displaystyle A\Rightarrow B} е формално валидно {\displaystyle {\overset {\underset {\mathrm {def} }{}}{=}}} изречението {\displaystyle A\rightarrow B} е логически истинно.
{\displaystyle A} и {\displaystyle B} в (D1) не са изречения, а променливи за изречения, при чието заместване поне едното от изреченията трябва да бъде комплексно, защото от едно елементарно изречение не може да следва логически друго елементарно изречение (защото ако {\displaystyle p} и {\displaystyle q} са елементарни изречения, {\displaystyle p\rightarrow q} не може да бъде логически истинно изречение). Тук обясняваме понятието за логическо следване с понятието за логически истинно кондиционално изречение.
Какво означава 'логическа истина'? За да обясним това, се нуждаем от две дистинкции. Първата е тази между аналитични и синтетични изречения. Едно изречение е синтетично, когато неговата истина не следва от неговия смисъл. Това означава: за да установим дали изречението е истинно, или не, не е достатъчно да разбираме изречението (да схващаме неговия смисъл), а е нужно да видим как стоят нещата в света. С други думи, за да установим стойността по истинност на едно синтетично изречение, ние трябва да сравним описаното от това изречение положение на нещата с действителността, за да видим дали то съществува в света. Напр. за да установим дали изречението „Навън вали дъжд“ е истинно, ние трябва да проверим дали навън в момента действително вали дъжд. Това означава, че смисълът на едно синтетично изречение оставя открит въпроса дали изречението е истинно или не. Едно синтетично изречение може да бъде както истинно, така и неистинно. Точно тази възможност е изключена при аналитичните изречения. Истината на едно аналитично изречение се основава в неговия смисъл (в неговото значение). За да установим дали едно аналитично изречение е истинно, не е нужно да проверяваме дали нещата в света се съгласуват с него(вия смисъл), или не. Напр. изречението:
(i) Навън вали дъжд или навън не вали дъжд.
е истинно независимо от това как стоят нещата в света. Същото важи и за изречението
(ii) Ако един мъж е ерген, то той е неженен.
Ние можем да изразим това и по следния начин: аналитичните изречения са истинни при всички възможни положения на нещата в света, т.е. във всички възможни светове. В този смисъл, докато синтетичните изречения са контингентно истинни или неистинни, аналитичните изречения са необходимо истинни, а техните отрицания (необходимите неистини) са противоречия.
При аналитичните изречения трябва да се прави разлика между такива, които са истинни въз основа на значенията на така да се каже съдържателните думи в тях, каквито са напр „ерген“ и „неженен мъж“ в (ii), и такива, чиято истинност се получава от значението на формообразуващите частици в тях, каквито са напр. на „не“ и „или“ в (i). Ние наричаме втория вид аналитичност формална, а първия – материална. Формалната аналитичност на (i) се вижда по факта, че ако 'формализираме' (i), като заместим в него изречението „Навън вали дъжд“ с променливата {\displaystyle p} и получим така схемата:
(σ1) {\displaystyle p} или не-{\displaystyle p},
то което и произволно изречение да вземем и го поставим на мястото на {\displaystyle p} в (σ1), ще получаваме едно аналитично истинно изречения (напр. ако вземем „Цезар е умрял в 44 г. пр. Хр.“, ще получим „Цезар е умрял в 44 г. пр. Хр. или Цезар не е умрял в 44 г. пр. Хр.“). Ако заместим по същия начин „ерген“ (или „ерген“ и „неженен“, или „ерген“ и „неженен“, и „мъж“) в (ii) с променливата {\displaystyle F} (или {\displaystyle F} и {\displaystyle G}, или {\displaystyle F} и {\displaystyle G}, и {\displaystyle H}), ние ще получим една схема, която не е валидна, т.е. чиито инстанции (изреченията, които се получават при заместването на променливите с генерални термини) ще бъдат ту истинни, ту неистинни (а не винаги истинни, както е в случая на схемата „{\displaystyle p} или не-{\displaystyle p}“). Напр. ако вземем за повече простота схемата с една променлива „Ако един мъж е {\displaystyle F}, то той е неженен“, и заместим {\displaystyle F} да кажем с „интелигентен“, ще получим твърдението „Ако един мъж е интелигентен, то той е неженен“, което е неистинно, защото не всички интелигентни мъже са неженени, т.е. защото има интелигентни женени мъже.
Ако ни се струва, че разликата между формалната и материалната се дължи само на това, че в (i) заместваме с променливи цели изречения, а в (ii) само генерални термини, нека видим изречението:
(iii) Ако всички хора са смъртни, а всички гърци са хора, то всички гърци са смъртни.
Ако сега заместим „хора“, „смъртни“ и „гърци“ в (iii) с променливите {\displaystyle F}, {\displaystyle G} и {\displaystyle H}, ще получим
(σ2) Ако всички {\displaystyle F} са {\displaystyle G} и всички {\displaystyle H} са {\displaystyle F}, то всички {\displaystyle H} са {\displaystyle G}.
(σ2) е схема, всички инстанции на която – получаващи се чрез заместването на променливите {\displaystyle F}, {\displaystyle G} и {\displaystyle H} с генерални термини – ще бъдат истинни изречения. Това означава, че (σ1) е валидна схема. Инстанциите на една валидна схема са формално аналитични изречения. Ако заместим в (iii) целите (под)изречения (и съотв. в (σ2) – схемите на (под)изреченията) със сентенциални променливи, както направихме в (i), за да получим (σ1), ще получим „Ако {\displaystyle p} и {\displaystyle q}, то {\displaystyle r}“. Това не е валидна схема. Истината на изреченията, които ще получаваме от нея чрез заместването на сентенциалните променливи с изречения, ще зависи от съдържанието на тези изречения. Така някои от инстанциите на схемата ще са истинни, други неистинни. Ние можем да опишем тази ситуация по следния начин: докато (σ1) е пропозиционално-логически валидна схема (тук променливите са променливи за цели изречения), то (σ2) е предикатно-логически валидна схема (тук променливите са променливи за генерални термини). Инстанциите както на (σ1), така и на (σ2) са формално аналитични изречения. Истината на инстанциите на (σ1) почива на значението на пропозиционално-логическите константи (отрицание „не“, конюнкция „и“, дизюнкция „или“, импликация „ако“ и др.). Истината на инстанциите на (σ1) почива на значението на предикатно-логическите константи („всички“, „някои“, „има“).
Сред като вече разполагаме с понятието за формално аналитично истинно изречение, ние можем да дефинираме понятието за логическа истина:
(D2) едно изречение {\displaystyle p} е логически истинно {\displaystyle {\overset {\underset {\mathrm {def} }{}}{=}}} {\displaystyle p} е формално аналитично.
Логическите истини (логически истинните изречения) са тавтологии. Докато целта на обичайните изречения е да служат за описания на факти в света, а тяхната информативност се получава от изключването на определени случаи (в контраста на „това е така“ срещу „това не е така“), т.е. те са информативни, тъй като изтъкват една от две взаимоизключващи се възможности, то логически истинните изречения са необходимо истинни – истинни независимо от това как стоят нещата в света. С други думи изреченията, които говорят за света, съдържат в своя смисъл възможността да бъдат истинни и възможността да бъдат неистинни, то при логическите истини тази възможността за неистинност не съществува. По тази причина те не могат да говорят за действителността – за актуалния свят. От (i) ние не можем да разберем дали навън вали дъжд, или не. В този смисъл това, че са тавтологии, означава за логическите истини, че те нямат информативна стойност. Те съдържат определени повторения в себе си, били те имплицитни като в „ако {\displaystyle p}, то {\displaystyle p}“, били те имплицитни като в „{\displaystyle p} или не-{\displaystyle p}“.
Този 'недостатък' на логическите истини им дава възможност – в случая на импликативните тавтологии (логически истинните изречения с формата {\displaystyle A\rightarrow B}) – да образуват основата, на която може да се обясни валидността на логическите заключения {\displaystyle A\Rightarrow B} (на 'преходите' от {\displaystyle A} към {\displaystyle B}). Какво означава изречението {\displaystyle A\rightarrow B} да бъде логически истинно? Това означава, че всички разпределения на стойностите по истинност на (комплексното) изречение {\displaystyle A}, които го правят истинно, са такива, които правят истинно също и (комплексното) изречение {\displaystyle B}. Тъкмо затова ние имаме право да направим заключение от {\displaystyle A} за {\displaystyle B} (да направим преход от {\displaystyle A} към {\displaystyle B}). Защото какво е едно заключение? Нека припомним даденото по-горе определение на Аристотел: едно заключение е налице, когато ако дадени предпоставки {\displaystyle A} са истинни, то и един извод {\displaystyle B} е истинен с необходимост. В случая тъкмо формата на {\displaystyle A\rightarrow B} гарантира необходимостта (необходимата истинност) на извода {\displaystyle B} от предпоставките {\displaystyle A}, ако те са истинни. Това може да стане ясно най-добре с примери.
Преди да направим това, нека изясним следното. {\displaystyle p\rightarrow q} е едно (комплексно) изречение (в което {\displaystyle p} и {\displaystyle q} са подизречения). {\displaystyle p\Rightarrow q} не е изречение, а преход от самостоятелното изречение {\displaystyle p} към самостоятелното изречение {\displaystyle q}. Истинността е свойство на изречения. Затова {\displaystyle p\rightarrow q} е истинно или неистинно. Напротив, тя не е свойство на 'преходи' и съотв. умозаключения. Едно умозаключение е валидно или невалидно. Ние казваме, че едно умозаключение е валидно тогава, когато истинността на предпоставките гарантира истинността на извода. Обратно, ние не наричаме изреченията валидни или не. Когато се опитваме да изясним валидността на {\displaystyle A\Rightarrow B} въз основа на логическата истинност на {\displaystyle A\rightarrow B}, ние вземаме предпоставките {\displaystyle A} обединяваме ги в конюнкция и превръщаме тази конюнкция в антецедент на едно импликативно комплексно изречение с консеквент {\displaystyle B}: {\displaystyle A\rightarrow B}. Така в {\displaystyle A\rightarrow B} имаме едно изречение и питаме за неговата истинност. Това става по следния начин:
умозаключението {\displaystyle p_{1}}, ..., {\displaystyle p_{n}}{\displaystyle \Rightarrow } {\displaystyle q} е формално валидно
тогава, когато
изречението {\displaystyle (p_{1}}{\displaystyle \land } ... {\displaystyle \land }{\displaystyle p_{n})} {\displaystyle \rightarrow q} е логически истинно.
Тук говорим за 'формална' валидност, защото напр. и преходът от изречението „{\displaystyle a} е по-голямо от {\displaystyle b}“ към изречението „{\displaystyle b} е по-малко от {\displaystyle a}“ е валиден (това означава: ако първото изречение е истинно, то и второто ще бъде; или, с други думи: истината на първото гарантира истината на второто), но той не е формално валиден, защото почива на значението на съдържателните думи „по-голямо“ и „по-малко“, а не на специфични формообразуващи частици (а именно такива, които по един или друг начин играят роля за истинността на съответното изречение), т.е. на логически константи. Формално валиден е преходът от изречението „нито едно {\displaystyle F} не е {\displaystyle G}“ към изречението „не е вярно, че някои {\displaystyle F} са {\displaystyle G}“, защото той почива на значенията на „нито едно“, „не“ и „някои“.
Нека дадем сега примери за формално валидни умозаключения. Пропозиционално-логическото умозаключение модус поненс
{\displaystyle p\rightarrow q}, {\displaystyle p} {\displaystyle \Rightarrow } {\displaystyle q}
е формално валидно, защото изречението
{\displaystyle ((p\rightarrow q)\land p)\rightarrow q}
е логически истинно. Това може да се провери напр. чрез т.нар. табличен метод:
| {\displaystyle ((p} | {\displaystyle \rightarrow } | {\displaystyle q)} | {\displaystyle \land } | {\displaystyle p)} | {\displaystyle \rightarrow } | {\displaystyle q} |
| ------------------- | ---------------------------- | ------------------ | ---------------------- | ------------------ | ---------------------------- | ----------------- |
| И                   | И                            | И                  | И                      | И                  | И                            | И                 |
| И                   | Н                            | Н                  | Н                      | И                  | И                            | Н                 |
| Н                   | И                            | И                  | Н                      | Н                  | И                            | И                 |
| Н                   | И                            | Н                  | Н                      | Н                  | И                            | Н                 |

Тук колонката под {\displaystyle p} и {\displaystyle q} показва четирите възможни комбинации на техните стойности по истинност:
|    | {\displaystyle p} | {\displaystyle q} |
| -- | ----------------- | ----------------- |
| 1. | И                 | И                 |
| 2. | И                 | Н                 |
| 3. | Н                 | И                 |
| 4. | Н                 | Н                 |

Колонките под {\displaystyle \rightarrow } и {\displaystyle \land } показват най-напред стойностите по истинност на импликацията между {\displaystyle p} и {\displaystyle q}; после на конюнкцията между {\displaystyle p\rightarrow q} и {\displaystyle p}; и накрая на импликацията с антецедент {\displaystyle (p\rightarrow q)\land p} и консеквент {\displaystyle q}. Тъкмо тази втора импликация е централният оператор на комплексното изречение {\displaystyle ((p\rightarrow q)\land p)\rightarrow q}. Както се вижда, тя дава само стойности по истинност И (истина) при всички разпределения на стойностите по истинност на {\displaystyle p} и {\displaystyle q}. Това означава, че импликативното изречение {\displaystyle ((p\rightarrow q)\land p)\rightarrow q} е винаги истинно, както и да стоят нещата в света (както и те да правят {\displaystyle p} и {\displaystyle q} истинни или неистинни). {\displaystyle ((p\rightarrow q)\land p)\rightarrow q}, следователно, е аналитично. Тъй като то не зависи от това какви са съдържанията на изреченията {\displaystyle p} и {\displaystyle q}, {\displaystyle ((p\rightarrow q)\land p)\rightarrow q} е формално аналитично (истинно въз основата на значенията на {\displaystyle \rightarrow } и {\displaystyle \land }). Ето защо тази структура може да се използва, за да се обясни формалната валидност на заключението от {\displaystyle p\rightarrow q} и {\displaystyle p} за {\displaystyle q}. (Напр. истинно е, че (1) ако Слънцето е изгряло, то небето е облачно. Истинно е също, че (2) Слънцето е изгряло. От (1) и (2) можем да заключим по валиден начин, че (3) небето е облачно.)
Ето още няколко примера.
|                 | модус толенс                                                                                               | симплификация                                                           | добавяне                                                               | контрапозиция                                                          |                     |
| умозаключението | {\displaystyle p\rightarrow q}, {\displaystyle \neg q} {\displaystyle \Rightarrow } {\displaystyle \neg p} | {\displaystyle p\land q} {\displaystyle \Rightarrow } {\displaystyle p} | {\displaystyle p} {\displaystyle \Rightarrow } {\displaystyle p\lor q} | {\displaystyle p\rightarrow q\Rightarrow \neg q\rightarrow \neg p}     | е формално-валидно  |
| изречението     | {\displaystyle ((p\rightarrow q)\land \neg q)\rightarrow \neg p}                                           | {\displaystyle (p\land q)\rightarrow p}                                 | {\displaystyle p\rightarrow (p\lor q)}                                 | {\displaystyle (p\rightarrow q)\rightarrow (\neg q\rightarrow \neg p)} | е логически истинно |

Тъй като изводът {\displaystyle \neg q\rightarrow \neg p} от контрапозицията, на свой ред, имплицира логически предпоставката {\displaystyle p\rightarrow q}:
{\displaystyle \neg q\rightarrow \neg p\Rightarrow p\rightarrow q},
ние можем да обединим тази логическа импликация и контрапозицията в следната логическа еквивалентност:
{\displaystyle p\rightarrow q\Leftrightarrow \neg q\rightarrow \neg p},
където знакът {\displaystyle \Leftrightarrow } може да се интерпретира като взаимна логическа импликация, т.е. импликация в две посоки: от левия израз към десния и от десния към левия.
Умозаключения {\displaystyle p\land q} {\displaystyle \Rightarrow } {\displaystyle p}, {\displaystyle p} {\displaystyle \Rightarrow } {\displaystyle p\lor q} и {\displaystyle p\rightarrow q\Rightarrow \neg q\rightarrow \neg p} са примери за умозаключения с една предпоставка. Най-често обаче умозаключенията се правят от определено множество от предпоставки. В този случай, когато образуваме кореспондиращото на умозаключението сложно импликативно изречение, ние свързваме тези предпоставки в едно сложно конюнктивно изречение, което на свой ред поставяме в отношение към извода чрез кондиционална връзка. Едно важно правило за 'пренасяне' на една от предпоставките в извода, който придобива тогава форма на кондиционално твърдение, изглежда по следния начин: от дадено правило за извод:
{\displaystyle p_{1},\ldots ,p_{n}\Rightarrow q}
може да се получи еквивалентно на него на правило за извод:
{\displaystyle p_{1},\ldots ,p_{n-1}\Rightarrow p_{n}\rightarrow q},
защото следното изречение:
{\displaystyle ((p_{1}\land \ldots \land p_{n})\rightarrow q)\leftrightarrow ((p_{1}\land \ldots \land p_{n-1})\rightarrow (p_{n}\rightarrow q))}
e логически истинно. Знакът {\displaystyle \leftrightarrow } е знакът за (материална) еквивалентност (или 'бикондицинал' и съотв. 'бисубюнкция') и може да се дефинира по следния начин:
{\displaystyle p\leftrightarrow q} {\displaystyle {\overset {\underset {\mathrm {def} }{}}{=}}} {\displaystyle (p\rightarrow q)\land (q\rightarrow p)}.
Тук можем да добавим и следната дефиниция:
(D3) правилото {\displaystyle A\Leftrightarrow B} е формално-валидно {\displaystyle {\overset {\underset {\mathrm {def} }{}}{=}}} изречението {\displaystyle A\leftrightarrow B} е логически истинно.
Всички логически импликации, които представихме дотук символно, са правила от пропозиционалната логика. Това ограничение намира своето оправдание в това, че понятието за логическа истина се дефинира по-лесно за пропозиционалната логика, защото в нея не се работи с безкрайни области от стойности. Нещата в предикатната логика са по-сложни. Но ние можем и при базисните правила за извод на предикатната логика да кажем: Те почиват на значението на логическите – в случая: предикатно-логическите – константи. Като основно правило на универсалния квантор {\displaystyle \forall x} може да се разгледа универсалната инстанциация:
(UI) {\displaystyle \forall xF(x)\Rightarrow F(a)},
с думи: ако всяко нещо има свойството да бъде {\displaystyle F}, то и индивидът {\displaystyle a} ще притежава свойството {\displaystyle F}. (UI) почива непосредствено на значението {\displaystyle \forall x}. По подобен начин като основно правило на екзистенциалния квантор {\displaystyle \exists x} може да се разгледа екзистенциалната генерализация:
(ЕG) {\displaystyle F(a)\Rightarrow \exists xF(x)},
с думи: ако индивидът {\displaystyle a} има свойството да бъде {\displaystyle F}, то ще съществува поне едно нещо със свойството {\displaystyle F}. (ЕG) почива непосредствено на значението {\displaystyle \exists x}.

## Строга импликация
Американският логик и философ Кларънс Ървинг Люис (1888 – 1964), баща на съвременната модална логика, не е бил доволен от Ръселовата дефиниция на импликацията {\displaystyle p\rightarrow q} в смисъла на {\displaystyle \neg (p\land \neg q)} или {\displaystyle \neg p\lor q}, т.е. на Филоновия кондиционал (вж. по-горе), защото е смятал, че с „ако {\displaystyle p}, то {\displaystyle q}“ ние изразяваме все пак несъвместимостта на истината на {\displaystyle p} с неистината на {\displaystyle q}, т.е. определено 'имплициране' или следване на {\displaystyle q} от {\displaystyle p}. Куайн смята, че тук става дума за недоразумение, което обърква понятието за условно твърдение с това за логическо следване, като вижда причината за това във факта, че Ръсел – за разлика от Фреге – нарича кондиционала 'импликация'. И наистина, когато описва значението на {\displaystyle p\rightarrow q}, Ръсел го предава с думите „«{\displaystyle p}» имплицира „{\displaystyle q}““. Ето защо Люис решава да въведе понятието за строга импликация, което за разлика от {\displaystyle p\rightarrow q}, следва да предава положението на нещата, че {\displaystyle p} имплицира {\displaystyle q}. Той дефинира оператора за строга импликация по следния начин:
{\displaystyle p}  {\displaystyle q} {\displaystyle {\overset {\underset {\mathrm {def} }{}}{=}}} {\displaystyle \neg \Diamond (p\land \neg q)},
където знакът {\displaystyle \Diamond } е модално-логическият оператор „възможно“: не е възможно {\displaystyle p} и не-{\displaystyle q}. Това означава: необходимо е ако {\displaystyle p}, то {\displaystyle q}, със символи:
{\displaystyle \Box (p\rightarrow q)},
където знакът {\displaystyle \Box } е модално-логическият оператор „необходимо“. {\displaystyle \Box (p\rightarrow q)} и {\displaystyle \neg \Diamond (p\land \neg q)} са еквивалентни. Появата на {\displaystyle \Diamond } (и съотв. на {\displaystyle \Box }) в дефиниенса на знака  показват, че  е интензионален конектор (юнктор), т.е. интензионален логически съюз, с чиято помощ от дадени изречение се образува едно ново, сложно изречение. 'Интензионален' означава, че истината на изреченията образувани с  не зависи от 'екстензиите' (референциите) на съставящите ги изрази (на съответните сингуларни термини, предикати и подизречения), а от техните 'интензии' (смисли).
Въвеждането на строгата импликация {\displaystyle p}  {\displaystyle q} ({\displaystyle p} имплицира строго {\displaystyle q}) е трябвало според Люис да доближи формализма на модерната логика по-близо до интуитивното разбиране за логическо следване ({\displaystyle q} следва от {\displaystyle p}), отколкото това става чрез обяснението на логическото следване, което се базира на кондиционала (субюнкцията).

## Достатъчно и необходимо условие

### Достатъчно условие
Кондиционалът е изразно средство, с чиято помощ говорим за необходимо и достатъчно условие. Ако изречението {\displaystyle p\rightarrow q} („ако {\displaystyle p}, то {\displaystyle q}“) е истинно, то (а) положението на нещата, описано от подизречение {\displaystyle p}, е достатъчно условие за положението на нещата, описано от подизречение {\displaystyle q}. Същевременно (б) положението на нещата, описано от {\displaystyle q}, е необходимо условие за положението на нещата, описано от {\displaystyle p}. (а) означава: съществуването на това, че {\displaystyle p}, е достатъчно за съществуването на това, че {\displaystyle q}. (б) означава: това, че {\displaystyle p}, не може да съществува, без да съществува това, че {\displaystyle q}, т.е. съществуването на това, че {\displaystyle q}, е необходимо за съществуването на това, че {\displaystyle p}.

### Необходимо условие
Когато искаме да кажем, че това, че {\displaystyle p}, е необходимо условие за това, че {\displaystyle q}, ние обикновено използваме думите „само ако {\displaystyle p}, то {\displaystyle q}“ (или – което е същото – „{\displaystyle q}, само ако {\displaystyle p}“). Ние можем да изразим това, както разменим местата на {\displaystyle p} и {\displaystyle q} в кондиционалното изречение {\displaystyle p\rightarrow q} (където, както току-що казахме, {\displaystyle q} изразява необходимо условие) и образуваме изречението: {\displaystyle q\rightarrow p}. Ако искаме да използваме специален символ, можем да въведем обърнат кондиционал: {\displaystyle p\leftarrow q}.

### Материална еквивалентност
Когато искаме да кажем, че това, че {\displaystyle p}, е както достатъчно, така и необходимо условие за това, че {\displaystyle q}, ние казваме обикновено: „ако и само ако {\displaystyle p}, то {\displaystyle q}“, т.е. ние обединяваме „ако {\displaystyle p}“ (изразът, че {\displaystyle p} е достатъчно условие) и „само ако {\displaystyle p}“ (изразът, че {\displaystyle p} е необходимо условие). Следователно, за да получим символен израз на „ако и само ако {\displaystyle p}“, ние трябва да обединим {\displaystyle p\rightarrow q} и {\displaystyle q\rightarrow p}. Ние правим това чрез конюнкция:
{\displaystyle (p\rightarrow q)\land (q\rightarrow p)}.
Вместо този сложен израз можем да въведем съкращението:
{\displaystyle p\leftrightarrow q}.
Знакът {\displaystyle \leftrightarrow } е нов пропозиционално-логически оператор, който се нарича ‘материалната еквивалентност’ (или в друга терминология: ‘бикондиционал’, ‘бисубюнкция’). Освен като „ако и само ако {\displaystyle p}, то {\displaystyle q}“ формулата {\displaystyle p\leftrightarrow q} може да се предаде и с думите: „{\displaystyle p} тогава и само тогава, когато {\displaystyle q}“.

### Модус поненсимодус толенс
Понякога модус поненс
{\displaystyle p\rightarrow q}, {\displaystyle p} {\displaystyle \Rightarrow } {\displaystyle q}
се нарича ‘закон за достатъчното условие’: ако {\displaystyle p\rightarrow q} е истинно, то истинността на {\displaystyle p} е достатъчна за истинността на {\displaystyle q}. На свой ред, модус толенс
{\displaystyle p\rightarrow q}, {\displaystyle \neg q} {\displaystyle \Rightarrow } {\displaystyle \neg p}
се нарича ‘закон за необходимото условие’: ако {\displaystyle p\rightarrow q} е истинно, то истинността на {\displaystyle q} е необходима за истинността на {\displaystyle p}, т.е. ако {\displaystyle q} не е истинно, то и {\displaystyle p} няма да бъде.